# Tridactyle brevicalcarata
Tridactyle brevicalcarata är en orkidéart som beskrevs av Victor Samuel Summerhayes. Tridactyle brevicalcarata ingår i släktet Tridactyle och familjen orkidéer. Inga underarter finns listade i Catalogue of Life.